# L'enigma dell'alfiere
L'enigma dell'Alfiere (titolo orig. The Bishop Murder Case) è un romanzo poliziesco di S.S. Van Dine, pubblicato nel 1929. É il quarto romanzo di una serie con protagonista Philo Vance, un aristocratico esteta dai poliedrici interessi e investigatore per diletto. Vance mette a disposizione dell'amico e procuratore distrettuale di New York, John F.X. Markham, le proprie doti di investigatore privato. 
Nella traduzione italiana del titolo decade invece il gioco di parole del titolo originale: il termine "bishop" in inglese significa sia vescovo sia alfiere. Entrambi i termini costituiscono il filo conduttore della serie di delitti, nonché la firma dell'assassino.

## Storia editoriale
Dato che nel libro i delitti vengono commessi seguendo le rime di alcune filastrocche per bambini, S. S. Van Dine aveva originariamente intitolato il romanzo The Mother Goose Murder Case, letteralmente "Il caso del delitto di Mamma Oca". Il direttore del periodico nel quale la storia doveva uscire a puntate in anteprima, The American Magazine, espresse però il timore che con quel titolo la storia avrebbe potuto essere considerata più per ragazzi che per il grosso pubblico e il titolo fu cambiato..

## Trama
Il campione di tiro J.C. Robin è stato ucciso con una freccia al cuore. Tutti gli indizi sembrano seguire i passi di una celebre filastrocca per bambini.
Quali sono i reali rapporti tra le persone che frequentano la casa sulla 75ª strada di New York che appartiene al celebre fisico Bertrand Dillard?
Philo Vance è chiamato a risolvere l'enigma per rispondere alla sfida del misterioso e geniale Alfiere, che si firma come tale in biglietti dattiloscritti inviati alla polizia e ai giornali. Una lunga serie di omicidi insanguina l'ambiente degli amici e dei conoscenti di casa Dillard, e ogni assassinio segue le modalità di una diversa filastrocca infantile. Vance comprende infine la motivazione che si cela dietro la scelta dello pseudonimo dell'assassino e ne rivela il movente grazie alla sua conoscenza della psicologia e dei più moderni sviluppi nel campo della matematica e della fisica.

## Personaggi
- Philo Vance - investigatore privato
- John F.X. Markham - procuratore della contea di New York
- Ernest Heath - sergente della sezione omicidi
- Prof. Bertrand Dillard - celebre fisico
- Belle Dillard - nipote del professor Dillard
- Sigurd Arnesson - professore di matematica, figlio adottivo del professore
- Pyne - maggiordomo dei Dillard
- Signora Beedle - cuoca dei Dillard
- Adolph Drukker - scienziato e scrittore
- Signora Drukker - madre di Adolph Drukker
- Grete Menzel - cuoca dei Drukker
- John Pardee - matematico ed esperto di scacchi
- J.C. Robin - campione di tiro con l'arco
- Raymond Sperling - ingegnere civile
- John E. Sprigg - laureando alla Columbia University
- Dr. Withney Barstead - eminente neurologo
- Quinam - reporter del "World"
- Swacker - segretario del procuratore
- Currie - cameriere di Philo Vance

## Critica
Fu considerato il miglior romanzo di Van Dine da Chris Steinbrunner e da Otto Penzler, gli autori della ottima "Encyclopedia of Mystery and Detection", e uno dei due preferiti da Julian Symons.
"L'enigma dell'Alfiere è più simile a un romanzo horror della maggior parte dei libri di Vance. Non è spaventoso, ma cerca di includere atmosfere ed eventi raccapriccianti. Ciò è reso esplicito all'inizio (capitolo 1) che usa aggettivi quali macabro, diabolico, malvagio e anormale per descrivere il crimine. In seguito (capitolo 7) il libro usa la parola "orrore" e paragona la storia a "un grottesco incubo della cui atmosfera non si riusciva a liberarsi". Anche gli aspetti da serial killer contribuiscono a caratterizzarlo come un romanzo horror. (...) L'enigma dell'Alfiere pare essere il primo romanzo giallo basato su una filastrocca infantile. Molti romanzi della "Golden Age" del poliziesco sono costruiti intorno a un qualche schema formale: vengono in mente Ellery Queen e Ngaio Marsh. (...) Anche Agatha Christie utilizzò questo approccio in Dieci piccoli indiani."

## Opere derivate
Il romanzo fu portato sullo schermo nel 1929 con il titolo L'enigma dell'alfiere nero da Nick Grinde e David Nurton che curarono la regia, mentre il ruolo di Vance fu ricoperto da Basil Rathbone.

## Edizioni italiane
- L'enigma dell'Alfiere, traduzione di Andrea Damiano, Collana I libri gialli n.62, Milano, Mondadori, febbraio 1933. - I Capolavori dei Gialli Mondadori n.185, 26 novembre 1961; a cura di Marco Polillo, Collana Gli affascinanti casi di Philo Vance n.2, Mondadori, 1981.
- L'enigma dell'Alfiere, traduzione di Enrico Piceni, Milano, Club degli Editori, 1979.
- L'enigma dell'Alfiere, traduzione di Stefano Massaron, Collana Le grandi firme del giallo n.4, Milano, Garden Editoriale, 1991. - Collana Il Giallo Economico Classico n.3, Roma, Compagnia del Giallo-Newton, 1993, ISBN 978-88-798-3078-2; I Grandi Maestri del Giallo, Roma, Newton Compton, 2004, ISBN 88-541-0107-9, pp.224.
- L'enigma dell'Alfiere, traduzione di Pietro Ferrari, Collana I Classici del Giallo Mondadori n.598, Milano, Mondadori, 26 dicembre 1989,  p. 236. - I Classici del Giallo Mondadori n.1174, 16 agosto 2007, ISBN 977-00-098-4200-0.
- L'enigma dell'Alfiere, traduzione di Pietro Ferrari, Collana I Bassotti n.48, Milano, Polillo, 2007,  p. 316, 978-88-815-4291-8. - Collana Gialli Anglosassoni, Milano, Corriere della Sera, 2016; Biblioteca del Giallo n.1, Milano, Corriere della Sera, 2024.
- L'enigma dell'Alfiere, traduzione di Paola Artioli, Introduzione di Edoardo Ripari, Collana I Classici del Giallo, Siena, Barbera, 2011, ISBN 978-88-789-9467-6. - Collana Grandi Gialli, Santarcangelo di Romagna, Rusconi, 2011, ISBN 978-88-180-2760-0.